# Кашинаре (Фермо)
Кашинаре (итал. Cascinare) насеље је у Италији у округу Фермо, региону Марке.
Према процени из 2011. у насељу је живело 1089 становника. Насеље се налази на надморској висини од 127 м.